# Lalevići
Lalevići är en ort i Montenegro. Den ligger i den centrala delen av landet, 20 km nordväst om huvudstaden Podgorica. Lalevići ligger 58 meter över havet och antalet invånare är 147.
Terrängen runt Lalevići är varierad. Lalevići ligger nere i en dal. Runt Lalevići är det ganska glesbefolkat, med 48 invånare per kvadratkilometer. Närmaste större samhälle är Podgorica, 19,6 km sydost om Lalevići. Omgivningarna runt Lalevići är en mosaik av jordbruksmark och naturlig växtlighet.